# Castelmary
Castelmary (okzitanisch: Castèl Marin) ist eine französische Gemeinde mit 118 Einwohnern (Stand: 1. Januar 2022) im Département Aveyron in der Region Okzitanien (vor 2016: Midi-Pyrénées). Sie gehört zum Arrondissement Villefranche-de-Rouergue und zum Kanton Aveyron et Tarn. Die Einwohner werden Castelmariens und Castelmariennes genannt.

## Geographie
Castelmary liegt etwa 32 Kilometer südwestlich von Rodez. Umgeben wird Castelmary von den Nachbargemeinden Tayrac im Norden, Cabanès im Nordosten und Osten, Crespin im Südosten und Süden, Mirandol-Bourgnounac im Süden und Südwesten sowie La Salvetat-Peyralès im Westen und Nordwesten.

## Bevölkerungsentwicklung
| Jahr                       | 1962 | 1968 | 1975 | 1982 | 1990 | 1999 | 2006 | 2019 |
| Einwohner                  | 248  | 203  | 187  | 190  | 147  | 114  | 129  | 114  |
| Quellen: Cassini und INSEE |      |      |      |      |      |      |      |      |

## Sehenswürdigkeiten
- Kirche Saint-Cyr-et-Sainte-Julitte im Ortsteil Lavernhe
- Kirche Saint-Amans im Ortsteil La Plancade.

Burgruine

- Burgruine